# 평산 김씨
평산 김씨(平山金氏)는 황해북도 평산군을 본관으로 하는 한국의 성씨이다.
시조 김승무(金承茂)는 신라 경순왕의 후손이며, 고려에서 문과에 급제해 사한(史翰)을 거쳐 시어사(侍御史)를 지낸 뒤 평산에 세거했다고 한다.

## 참고 자료
- “평산김씨(平山金氏)”. 뿌리를 찾아서.[깨진 링크(과거 내용 찾기)]